# Huixian
Huixian (chiń. upr. 辉县; chiń. trad. 輝縣; pinyin Huīxiàn) – miasto na prawach powiatu w środkowo-wschodnich Chinach, w prowincji Henan, na obszarze prefektury miejskiej Xinxiang. W 1999 roku liczyło 769 231 mieszkańców.